# Johan Wellens
Johan Wellens (* 14. Februar 1956 in Hasselt) ist ein ehemaliger belgischer Radrennfahrer.

## Sportliche Laufbahn
Wellens war im Straßenradsport aktiv. In der Tour de l’Avenir 1978 wurde er 68. 1977 gewann eine Etappe im Triptyque Ardennaise (3. Gesamtrang). 1980 holte er einen Etappensieg im Omloop der Vlaamse Ardennen.
Von 1980 bis 1985 war er Berufsfahrer. 1980 siegte er im Eintagesrennen Dwars West-Vlaanderen, 1981 bei Brüssel–Ingooigem. 1983 wurde er Dritter im Circuit de la Region Liniere.
1981 fuhr er die Tour de France und belegte den 117. Rang. Bei der Tour 1981 fuhren er und seine Brüder für das Radsportteam Sunair–Sport 80–Colnago als Helfer für Freddy Maertens. Den Giro d’Italia 1982 beendete er nicht.

## Familiäres
Paul Wellens und Leo Wellens sind seine Brüder und waren ebenfalls Radrennfahrer. Er ist der Onkel von Tim Wellens.